# Liste der FFH-Gebiete im Landkreis Neumarkt in der Oberpfalz
Die Liste der FFH-Gebiete im Landkreis Neumarkt in der Oberpfalz zeigt die FFH-Gebiete des Oberpfälzer Landkreises Neumarkt in der Oberpfalz in Bayern. Teilweise überschneiden sie sich mit bestehenden Natur-, Landschaftsschutz- und EU-Vogelschutzgebieten.
Im Landkreis befinden sich 19 und zum Teil mit anderen Landkreisen überlappende FFH-Gebiete.